# Eutrema pseudocordifolium
Eutrema pseudocordifolium är en korsblommig växtart som beskrevs av Mikhail Grigoríevič Popov och Nikolaj Adolfovitj Busj. Eutrema pseudocordifolium ingår i släktet skidörter, och familjen korsblommiga växter. Inga underarter finns listade i Catalogue of Life.